# Síminn
Síminn (Iceland Telecom), è una società di telecomunicazioni islandese con sede a Reykjavík.

## Storia
Le telecomunicazioni svolgono un ruolo fondamentale in Islanda. Sebbene la popolazione del paese sia relativamente piccola (circa 340.000 abitanti), il tasso di fruizione di prodotti e servizi relativi a Internet è tra i più alti al mondo; infatti si stima che circa il 97% delle famiglie islandesi è connesso a Internet.
Il 1906 ha segnato una pietra miliare nella storia delle telecomunicazioni islandese. In quell'anno fu posato un cavo telegrafico sottomarino dalla Scozia attraverso le Isole Fær Øer fino all'Islanda, dove sbarcò sulla costa orientale. Un telegrafo e una linea telefonica, sono stati posti nella capitale Reykjavík. Tuttavia, trascorsero molti anni prima che tutti gli islandesi potessero accedere al sistema telefonico. Infatti la posa delle linee telefoniche nelle zone rurali fu completata solo intorno al 1960. Il servizio telefonico statale islandese fu fondato lo stesso anno in cui la tecnologia telefonica arrivò in Islanda, quindi nel 1906.
La gente di Reykjavík si è affrettata ad adottare il telefono.
Nel 1912, il numero totale di utenti telefonici in città era di 300.
Nel 1932 furono aperti i primi centralini telefonici automatici in Islanda
Nel 1935 furono consolidati i servizi telefonici e postali.
Nel 1985, iniziò la posa delle prime linee in fibra ottica
Nel 1986 tutti i telefoni del paese furono collegati a centralini telefonici automatici.
Nel 1984, le prime centrali telefoniche digitali furono aperte.
Nel 1986  il sistema NMT è entrato in funzione.
Nel 1994 il sistema GSM iniziò ad operare sul territorio islandese.
Nel 1998 è stata messa in funzione la banda larga.
Nel 1998 venne fondata la società Iceland Telecom Ltd.
Nel luglio 2005, il governo islandese ha privatizzato Landssími Íslands e ha venduto la sua quota del 98,8% a Skipti ehf.
Nel dicembre 2005, tre società, Landssími Íslands, Íslenska sjónvarpsfélagið (The Icelandic Television Company) e la società madre, Skipti ehf., si sono fuse e il nome è stato successivamente cambiato in Síminn hf.

## Servizi
Offre servizi di comunicazione per clienti privati e aziendali, inclusi cellulari, telefoni domestici, connessioni Internet e televisione. Síminn gestisce anche il proprio canale TV e servizi di streaming. Síminn possiede e gestisce società nel campo della tecnologia dell'informazione e delle infrastrutture ed è quotata alla borsa valori islandese.

## Copertura
Síminn è il principale fornitore di servizi di comunicazione wireless in Islanda, gestisce una rete mobile 4G / 3G / 2G che raggiunge oltre il 99% della popolazione islandese, comprese le aree rurali, e offre un'ampia gamma di servizi mobili. Nel 2018, Síminn è stato il più grande operatore wireless in Islanda con una quota di mercato del 34,5%. Ericsson è la forza trainante della rete mobile dell'azienda. Lo Speedtest di Ookla ha nominato Síminn la rete mobile più veloce dell'Islanda nel 2016.